# Adriaan Beukers
Adriaan Beukers es un ingeniero belga. En la primera década del siglo XXI trabaja en la Facultad de Ingeniería Aeroespacial de la Universidad de Delft como líder del grupo disciplinario denominado Design and Production of Composite Structures (Diseño y producción de estructuras de materiales compuestos), siendo a su vez director del Centre for Lightweight Structures (CLS). Desde el año 1977 ha trabajado en el diseño, análisis y 'materialización' de nuevas estructuras fundamentadas en materiales compuestos para la universidad y la industria trabajando para clientes del sector aeroespacial como Airbus, Bombardier y Boeing. 

## Obras
Entre sus obras más destacadas (ambas publicadas en colaboración con Ed Van Hinte) se encuentra Lightness (1998), y Flying Lightness (2003). Ambas muestran su influencia en la obra de Richard Buckminster Fuller. 